# Биљана Топић
Биљана Топић (Шабац, 17. октобар 1977) је српска атлетичарка, троскокашица.
Учествовала је на Светском првенству у дворани 2008, као и на Олимпијским играма у Пекингу 2008. На Олимпијским играма 2008. је прескочила 14,14 метара, а само четири центиметра су је делила од финала. На Олимпијским играма у Лондону 2012. је остварила резултат од 13,66 метара и завршила такмичење у групи, заузевши 25. место.
На Светском првенству у атлетици 2009. у Берлину пласирала се у финале у коме је поставила нови државни рекорд од 14,52 метара. Тај резултат јој је био довољан за четврто место, док јој је за бронзу фалило 6 центиметара.
Супруга је српског рекордера и бившег првака Европе у скоку увис Драгутина Топића. Њихова кћерка Ангелина је сениорска рекордерка Србије у скоку увис.